# Route régionale 209 (Tunisie)
Pour les articles homonymes, voir Route 209.
La route régionale 209 ou RR209 est une route régionale tunisienne qui relie Ajim à Midoun en passant par la ville d'El May.